# Rabelados

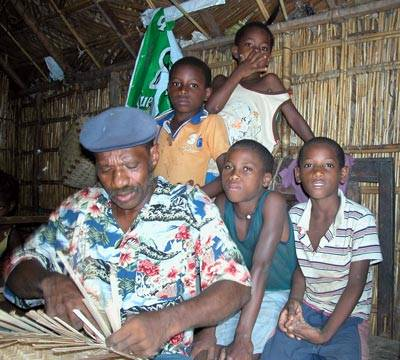
Nhô Agostinho, antic líder dels Rabelados, a Espinho Branco. Imatge d'Olav Aalberg, 2002

Els Rabelados (del portuguès rebelados, "rebels") són una comunitat religiosa concentrada principalment a l'interior de l'illa de Santiago de Cap Verd. Es troben entre els grups que es van revoltar contra les reformes litúrgiques de l'Església Catòlica introduïdes en la dècada dels 1940, aïllant-se així de la resta de la societat.

## Història
Durant la dècada de 1940, l'Església Catòlica va destinar diversos sacerdots a Cap Verd per substituir els sacerdots locals i introduir alteracions en les celebracions de les misses i altres costums religiosos, en particular l'educació religiosa. Alguns grups de la població es van rebel·lar contra aquests canvis. Coneguts en crioll capverdià com a rabelados ("rebels"), van decidir practicar les seves tradicions anteriors en secret.
Els Rabelados eren ridiculitzats per la resta de la societat, denunciats i perseguits. Les autoritats van desterrar-los a altres illes, i molts altres foren arrestats.
Forçats a format grups cohesionats per tal de sobreviure, la comunitat dels Rabelados es va refugiar a l'interior de Santiago, en àrees muntanyoses inaccessibles, principalment al voltant de municipis de Tarrafal i Santa Cruz. En aquestes condicions aïllades i semiclandestines, van conservar les seves tradicions religioses i culturals, així com la independència respecte a la jerarquia Catòlica i els poders polítics.

## Actualitat
La comunitat més gran de Rabelados viu actualment a Espinho Branco. Les seves cases són molt simples, rebutgen elements de modernitat com la ràdio o els televisors, i la seva cultura té un caire mil·lenarista. Les seves activitats principals són l'agricultura, la pesca i l'artesania. Les cerimònies religioses tenen lloc els dissabtes o els diumenges. En aquests dies no treballen, però recorren grans distàncies a peu fins a arribar als emplaçaments per realitzar les cerimònies.
El nombre de Rabelados està minvant, a mesura que la generació més gran va desapareixent. La joventut s'ha distanciat dels ritus religiosos, i no és comú que practiquin els costums dels seus predecessors. El cap de la comunitat, Nhô Agostinho, va morir l'any 2006. El líder actual és Moisés Lopes Pereira, i la comunitat d'Espinho Branco té uns 2.000 membres.
En els últims temps, la comunitat s'ha obert a la resta del món, així com a estudis acadèmics de la comunitat. L'acadèmic Júlio Monteiro va escriure el llibre Os rebelados da ilha de Santiago de Cabo Verde (Centro de Estudos de Cabo Verde, 1974). L'any 2004, es va editar un CD amb cants religiosos dels Rabelados, incloent-hi temes tradicionals que rarament es troben enlloc més: Cânticos sagrados de Cabo Verde - A litania dos Rabelados (Abidjan/Quintalvideo). El pintor Misá també ha treballat en la investigació de la cultura i tradicions de la comunitat, tutelant alguns pintors rabelados, com Tchetcho, a participar a ARCO, la Fira Internacional d'Art Contemporània de MAdrid, el febrer de 2007.
Històricament, els Rabelados han estat un símbol de resistència i de l'esperit d'independència de Cap Verd respecte als poders institucionals.